# Берлінгтон (Вашингтон)
Берлінгтон (англ. Burlington) — місто (англ. city) в США, в окрузі Скеджіт штату Вашингтон. Населення — 9152 особи (2020).

## Географія
Берлінгтон розташований за координатами 48°27′59″ пн. ш. 122°19′45″ зх. д. / 48.46639° пн. ш. 122.32917° зх. д. (48.466358, -122.329037).  За даними Бюро перепису населення США в 2010 році місто мало площу 11,45 км², з яких 11,03 км² — суходіл та 0,42 км² — водойми.

## Демографія
Згідно з переписом 2010 року, у місті мешкало 8388 осіб у 3166 домогосподарствах у складі 1935 родин. Густота населення становила 733 особи/км².  Було 3419 помешкань (299/км²).
Расовий склад населення:
| - 72,1 % — білих - 3,0 % — азіатів - 1,8 % — корінних американців - 1,2 % — чорних або афроамериканців - 0,3 % — вихідців з тихоокеанських островів - 17,9 % — осіб інших рас |

До двох чи більше рас належало 3,6 %. Частка іспаномовних становила 31,4 % від усіх жителів.
За віковим діапазоном населення розподілялося таким чином: 27,4 % — особи молодші 18 років, 59,4 % — особи у віці 18—64 років, 13,2 % — особи у віці 65 років та старші. Медіана віку мешканця становила 32,1 року. На 100 осіб жіночої статі у місті припадало 94,1 чоловіків;  на 100 жінок у віці від 18 років та старших — 90,8 чоловіків також старших 18 років.
Середній дохід на одне домашнє господарство  становив 53 295 доларів США (медіана — 43 439), а середній дохід на одну сім'ю — 65 074 долари (медіана — 55 527). Медіана доходів становила 48 382 долари для чоловіків та 35 503 долари для жінок. За межею бідності перебувало 21,1 % осіб, у тому числі 28,4 % дітей у віці до 18 років та 14,8 % осіб у віці 65 років та старших.
Цивільне працевлаштоване населення становило 3646 осіб. Основні галузі зайнятості: роздрібна торгівля — 17,3 %, освіта, охорона здоров'я та соціальна допомога — 13,9 %, мистецтво, розваги та відпочинок — 12,2 %, виробництво — 11,2 %.